# Литература Туниса
Тунисская литература существует в двух формах: арабском, и отчасти на французском языках. Первые тунисские литературные произведения на арабском языке, обусловленные приходом арабской цивилизации в регион, датируются VII веком. Французская литература появилась после установления французского протектората в 1881 году. Национальная библиография перечисляет 1249 не академических книг, из которых 885 озаглавлены на арабском языке. Около трети книг написано для детей.

## История
В 1 тысячелетии до н. э. существовала карфагенская литература на финикийском и греческом языках. Она представлена рассказами о путешествиях (например, Ганнона, Гимилькона). Была развита историография — на сочинения карфагенских авторов ссылались римские историки Марк Юниан Юстин, Гней Помпей Трог, Саллюстий. Римские писатели ценили труд карфагенянина Магона по сельскому хозяйству, он был переведён на латинский по специальному распоряжению Римского сената. Клитомах карфагенский возглавлял платоновскую Академию. После римского завоевания возникает литература на латинском языке: Апулей, Тертуллиан, Киприан, Арновий, Коммодиан, Аврелий Августин, Драконций.
Начало собственно туниской литературы связано с приходом арабов (VII век). В средневековой туниской литературе представлены все жанры арабской классики. Творчество поэтов панегиристов: Ибн Хани аль-Андулуси и Али ат-Туниси. Поэтов и прозаиков гедонистического направления: Ибрахима аль Хусри, Ибрахима ар-Ракика. Труды туниских филологов Ибн Рашика и Ибн Шарафа аль-Кайравани вошли в число основных средневековых арабских поэтик. С XIII века Тунис стал основным хранителем андалусских литературных традиций. Проза XIV века представлена творчеством великого философа и поэта Ибн Хальдуна и шейха ан-Нафзиви, автора эротического трактата с новеллами «Благоухающий сад для развлечения души».
В XV веке возникла богатая житийная литература, суфийского толка, и сочинения по истории городов. В XVIII веке наблюдается оживление панегирической поэзии, существовавшей до конца XIX века. Во второй половине XIX века возникает тунисское просвещение. Его идеологами были Махмуд Кабаду и Хайраддин ат-Туниси—черкесский уроженец Абхазии, автор сочинения «Наипрямейший путь к познанию состояний государств», опиравшегося на идеи Ибн Хальдуна и французских энциклопедистов. Появляется светская пресса, жанр философской повести (Салах Свиси).
К 1920-30 годам относится творчество поэта-романтика аш-Шабби, новеллиста Али ад-Дуажи, пропагандиста социалистических идей, публициста Тахара аль-Хаддада. Во второй половине 1940-х годов было создано наиболее известное произведение туниской литературы XX века символическая драма «Плотина» Махмуда аль-Мессади. По мнению, как туниских, так и французских исследователей она предвосхищает идеи «Мифа о Сизифе» А. Камю.
В отличие от Марокко и Алжира в Тунисе франкоязычная проза не получила большого развития. Становление национального романа связана с именами Башира Храйефа и Мухаммеда Ларусиаль-Мутви.
В 1960 г. в тунисскую литературу вступила плеяда писателей, пишущих на 2 языках. В 1970 г. основан союз тунисских писателей.